# Hans Bögl
Hans Bögl, né le 19 juin 1899 à Neufeld an der Leitha et mort le 13 août 1974 à Eisenstadt, est un homme politique autrichien membre du Parti social-démocrate d'Autriche (SPÖ).

## Biographie
Il est élu en 1960 président du Parti socialiste d'Autriche (SPÖ) de Burgenland avec le soutien de Bruno Pittermann, puis devient deux ans après conseiller au sein du gouvernement du Land.
Aux élections régionales du 22 mars 1964, le SPÖ totalise 48,2 % des suffrages exprimés et 16 députés sur 32 au Landtag, devançant le Parti populaire autrichien (ÖVP) au pouvoir d'à peine 1 500 voix. Le 12 juin, Hans Bögl est investi à 64 ans Landeshauptmann de Burgenland, opérant ainsi la première alternance post-électorale de la Deuxième République.
Il démissionne au bout de deux ans au profit de Theodor Kery, puis renonce à diriger le SPÖ de Burgenland en 1969 et met un terme à sa vie politique.